# En57 919
pociąg en57 919 najlepsza strona pociągi polskie